# Berdeniella desnensis
Berdeniella desnensis är en tvåvingeart som beskrevs av Jezek 2006. Berdeniella desnensis ingår i släktet Berdeniella och familjen fjärilsmyggor. Inga underarter finns listade i Catalogue of Life.